# التحالف من أجل الديمقراطية والاتحاد - التجمع الديمقراطي الإفريقي
التحالف من أجل الديمقراطية والاتحاد - التجمع الديمقراطي الأفريقي هو تحالف سياسي ليبرالي في بوركينا فاسو، يتألف من التحالف من أجل الديمقراطية والاتحاد والحزب الحاكم السابق التجمع الديمقراطي الأفريقي.
جيلبرت نويل ويدراوغو هو رئيس التحالف منذ 29 يونيو 2003؛ خدم في الحكومة كوزير للنقل في عهد الرئيس بليز كومباوري. تم تعيين والده، رئيس الوزراء السابق جيرار كانغو ويدراوغو، كرئيس فخري مدى الحياة للتحالف في مايو 1998.
في الانتخابات البرلمانية التي أجريت في 5 مايو 2002، فاز التحالف بنسبة 12.7٪ من الأصوات الشعبية و17 من أصل 111 مقعدًا. في الانتخابات البرلمانية في مايو 2007، فاز بـ 14 مقعدًا. دعم التحالف الرئيس كومباوري في الانتخابات الرئاسية لعام 2005 ومرة أخرى في الانتخابات الرئاسية لعام 2010.
يؤيد الحزب التعددية والمساواة والعدالة والحرية للجميع. ويدعم حرية التعبير، ويدعو إلى التسامح وسيادة القانون، ويدين انتهاكات حقوق الإنسان، ويدعم الآراء الاقتصادية الليبرالية. ويسرد التعليم والتوظيف والمشاريع الفردية على أنها تشكل ركائز التنمية الاقتصادية. يرحب الحزب بالمواطنيين من جميع الخلفيات «بغض النظر عن المعتقدات الدينية أو الفلسفية والعرق والجنس» بهدف ترسيخ الوحدة الوطنية والديمقراطية.
التحالف هو عضو في الجمعيات الليبرالية الدولية، بما في ذلك الشبكة الليبرالية الأفريقية والليبرالية الدولية.

## روابط خارجية
- الموقع الرسمي